# Futurama: Bender’s Game
Futurama: Bender’s Game ist ein Science-Fiction-Zeichentrickfilm in Spielfilmlänge aus dem Jahr 2008. Er ist der dritte von vier Filmen, die auf der Fernsehserie Futurama beruhen und zusammen deren fünfte Sendestaffel darstellen. Die Direct-to-DVD-Produktion erschien in ihrem Produktionsland, den Vereinigten Staaten am 4. November 2008, in Großbritannien bereits einen Tag zuvor und in Deutschland am 5. Dezember 2008. Der Titel ist eine Anspielung auf den Roman Ender’s Game von Orson Scott Card.

## Handlung
Nachdem die Preise für Dunkle Materie durch eine künstliche Knappheit stark gestiegen sind, verbietet Prof. Farnsworth das Fliegen mit dem Planet-Express-Raumschiff, sofern es nicht unbedingt nötig ist. Jedoch geht Leela auf eine Herausforderung zu einem Demolition Derby ein. Zwar gewinnt sie, allerdings wird dabei das Schiff stark demoliert. Als Bestrafung für Leela, dass sie wertvollen Treibstoff verschwendet hat, und nicht dafür, dass sie das Schiff demoliert hat, wird sie gezwungen, ein Schockhalsband zu tragen. Dieses stößt Elektroschläge aus, sobald sie Aggressionen hat, an erotische Dinge denkt oder lügt. Sie soll das Halsband tragen, damit sie ihre Aggressionen unter Kontrolle bekommt. Währenddessen sieht Bender, dass Cubert Farnsworth Dungeons & Dragons mit seinen Freunden spielt, kann aber nicht mitmachen, da er angeblich keine Fantasie besitzt. Doch er schafft es mit etwas Anstrengung sich doch etwas vorzustellen und im Laufe der Zeit lebt sich Bender immer mehr in seinen Charakter Titanius Anglesmith ein. Als Fry Professor Farnsworth von diesem Hobby erzählt, warnt dieser Fry, dass Rollenspiele bei Robotern zu Realitätsverlust führen. Fry versucht daraufhin, Bender vom Spielen abzuhalten, doch Bender ist bereits süchtig, erkennt die Realität nicht mehr und landet schließlich im HAL-Institut für geistesgestörte Roboter.
Prof. Farnsworth bekommt bei einem Fernsehinterview mit, dass Mom die einzige Dunkle-Materie-Mine der Welt hat und das Angebot künstlich verknappt, damit sie mehr Geld machen kann. Farnsworth erzählt dabei, dass er die dunkle Materie zufällig bei einem belanglosen Experiment in Treibstoff umgewandelt hat, wobei zwei Kristalle entstanden sind: ein Energie-Kristall und ein Antirückwärtskristall, den Farnsworth versteckt hält. Sollten sich die Kristalle jemals treffen, wäre alle Dunkle Materie nutzlos, jedoch hat Prof. Farnsworth keine Erinnerung daran, wo er den dodekaedrischen Kristall hingetan hat. Cubert hat ihn gefunden und als Würfel verwendet. Mom schickt ihre drei Söhne Igner, Larry und Walt zu Planet Express, um den Kristall zu bergen, jedoch schaffen diese es nicht, allerdings findet Professor Farnsworth den Kristall auf dem Boden. Er ahnt, weshalb Mom das Ding stehlen wollte und macht sich daraufhin mit Leela und Fry auf den Weg zur Mine, um die Kristalle zu vereinigen und somit Moms Pläne zu vereiteln.
In der Mine entdecken die drei, dass diese nur eine Farm von Nibbloniern ist, deren Exkremente Dunkle Materie sind. Sie werden dabei von Igner überrascht, der Mom belauscht hat, als diese Walt und Larry ein erschreckendes Geheimnis erzählt hat. Igner hilft ihnen aus diesem Grund bei der Flucht vor seinen Brüdern, jedoch werden sie in Moms Büro gestellt. Farnsworth verschluckt daraufhin den Anti-Kristall, damit ihn Mom nicht in ihre Hände bekommt. Ignar, der den Energie-Kristall trägt, nähert sich Professor Farnsworth, woraufhin die Dunkle Materie aufgrund der Annäherung der Kristalle seltsam reagiert. Von Bender, der eine große Menge Dunkle Materie in seinem Torso verstaut hat, weil er Nibblers Exkremente für Beute aus seinem Feldzug hielt, entlädt sich eine Schockwelle, die die Beteiligten in ein auf Benders Fantasie basierendes alternatives Universum versetzt.
Nachdem Frydo (Fry) und Leegola (Leela) von Titanius Angelsmith (Bender) gefunden werden, werden diese von Moms Söhnen angegriffen und besiegen diese zufällig mit dem Kristall, der als Würfel funktioniert. Sie treffen sich mit dem Zauberer Greyfarn (Prof. Farnsworth) und erfahren, dass der Kristall oder „Würfel der Macht“ von der Hexe Momon (Mom) geschaffen wurde und sie zu den Geysiren von Gygax müssen, um den Würfel zu zerstören. Dabei treffen die vier auf Hermaphrodit (Hermes), den Anführer der Kentauren, der sie unfreiwillig über deren Land ziehen lässt. Am Tunneleingang, in der Morks hausen, hilft ihnen Gynecaladriel (Amy), in die Höhle zu kommen. In der Höhle treffen sie auf eine riesige hummerähnliche Kreatur (Zoidberg), der Leegola später den Kopf abschlägt, welcher weiterlebt.
Da Momons Armee den Weg zu den Geysiren von Gygax versperrt reisen Titanius Angelsmith, Gynecaldriel und Greyfarn nach Wipecastle um die Armee des Königs zu rufen, Frydo bleibt zurück, weil der Würfel Besitz von ihm ergriffen hat.
Momons Armee greift daraufhin Wipecastle an, kurz vor ihrem Sieg, kommt Leela mit den Kentauren zur Rettung.
Danach ziehen Titanius Angelsmith, Gynecaldriel, Leela und Greyfarn zu den Geysiren von Gygax.
Nachdem Igner dem Professor das Geheimnis erzählt hat, dass er dessen Sohn sei und Momon den Würfel hat, stürzt das Cornwood-Universum zusammen und Farnsworth kann beide Kristalle vereinen und somit vernichten, so dass Dunkle Materie nutzlos wird.

## Veröffentlichung
20th Century Fox Home Entertainment veröffentlichte den Film am 4. November 2008 auf DVD und auf Blu-ray Disc.

## Trivia
In der Anfangssequenz fliegt das Raumschiff durch diverse Zahlenreihen, dabei handelt es sich nicht um zufällige Zahlen, sondern um die Basis des natürlichen Logarithmus (Eulersche Zahl e = 2,718281828459...).